# Вірний. Пристрасть і злочин
«Вірний. Пристрасть і злочин» (фр. Le Fidèle) — копродукційний фільм Бельгії, Нідерландів та Франції 2017 року, поставлений режисером Міхаелем Р. Роскамом. Світова прем'єра фільму відбулася 7 вересня 2017 на Міжнародному кінофестивалі у Торонто. Він також брав участь в позаконкурсній програмі 74-го Венеційського міжнародного кінофестивалю та був висунутий від Бельгії на здобуття премії «Оскар» 2018 року в категорія «Найкращий фільм іноземною мовою». В українському кінопрокаті — з 7 грудня 2017.

## Сюжет
Джино на кличку Джиджі (Матіас Шонартс) — брутальний гангстер брюссельської банди, Бібі (Адель Екзаркопулос) — зухвала професійна гонщиця з вищого світу. Вони зустрілися на одній із гоночних трас і покохали один одного з першого погляду. Джиджі щодня ризикує своїм життям та життями інших людей, щоб незаконно заробити гроші, а Бенедикт, вона ж Бібі, використовує свій талант, щоб завжди перемагати. Джиджі готовий кинути все заради цієї дівчини, адже вона вартує всіх багатств на світі. Закохані повинні пройти безліч перешкод, вигинів долі, сварок, секретів і ще незрозуміло чого, щоб бути по-справжньому щасливими. Кримінальне життя хлопця явно не стане позитивно впливати на його кохання.

## У ролях
| • Матіас Шонартс      | … | Джино «Джиджі» Вануарбек |
| • Адель Екзаркопулос  | … | Бенедикт «Бібі» Делані   |
| • Ерік Де Старке      | … | Фредді Делані            |
| • Жан-Бенуа Юге       | … | Серж Фламан              |
| • Набіль Муссумі      | … | Янс Бокріс               |
| • Тома Куман          | … | Бернар «Нардо» Делані    |
| • Наталі ван Тонгелен | … | Сандра / Жеральдін       |
| • Фаб'єн Магрі        | … | Ерік Лежен               |
| • Керем Джан          | … | Бензе                    |
| • Сем Лаувейк         | … | менеджер в'язниці        |
| • Стефаан Деган       | … | менеджер банку           |

## Знімальна група
- Автори сценарію — Міхаель Р. Роскам, Тома Бідеґен, Ное Дебре
- Режисер-постановник — Міхаель Р. Роскам
- Продюсери — П'єр-Анж Ле Пожам, Барт Ван Лангендонк
- Асоційований продюсер — Філіпп Ложі
- Співпродюсери — Пітер Букеєрт, Мартен Сварт
- Оператор — Ніколя Каракатсаніс
- Композитор — Раф Кюнен
- Монтаж — Ален Дессоваж
- Художник з костюмів — Крістін ван Пассель
- Артдиректор — Ґерт Паредіс
- Візуальні ефекти — Ален Карсю
- Підбір акторів — Міхаель Б'єр

## Нагороди та номінації
| Список нагород та номінацій | Список нагород та номінацій | Список нагород та номінацій   | Список нагород та номінацій | Список нагород та номінацій | Список нагород та номінацій |
| Кінофестиваль/Кінопремія    | Рік                         | Категорія                     | Номінант(и)                 | Результат                   | Дж                          |
| --------------------------- | --------------------------- | ----------------------------- | --------------------------- | --------------------------- | --------------------------- |
| Премія «Магрітт»            | 3.02.2018                   | Найкращий актор               | Матіас Шонартс              | Номінація                   | [ 9 ] [ 10 ]                |
| Премія «Магрітт»            | 3.02.2018                   | Найкращий актор другого плану | Жан-Бенуа Юге               | Перемога                    | [ 9 ] [ 10 ]                |
| Премія «Магрітт»            | 3.02.2018                   | Найкращий фламандський фільм  | Вірний. Пристрасть і злочин | Номінація                   | [ 9 ] [ 10 ]                |
| Премія «Магрітт»            | 3.02.2018                   | Найкраща оригінальна музика   | Раф Кюнен                   | Номінація                   | [ 9 ] [ 10 ]                |
| Премія «Магрітт»            | 3.02.2018                   | Найкращий монтаж              | Ален Дессоваж               | Номінація                   | [ 9 ] [ 10 ]                |